# Ензе
Ензе (њем. Ense) општина је у њемачкој савезној држави Северна Рајна-Вестфалија. Једно је од 14 општинских средишта округа Зоест. Према процјени из 2010. у општини је живјело 12.740 становника. Посједује регионалну шифру (AGS) 5974012, NUTS (DEA5B) и LOCODE (DE ENS) код.

## Географски и демографски подаци
Ензе се налази у савезној држави Северна Рајна-Вестфалија у округу Зоест. Општина се налази на надморској висини од 206 метара. Површина општине износи 51,1 km². У самом мјесту је, према процјени из 2010. године, живјело 12.740 становника. Просјечна густина становништва износи 249 становника/km².

## Међународна сарадња
| Мјесто | Држава    | Врста сарадње | Од    |
| ------ | --------- | ------------- | ----- |
|        | Француска | партнерство   | 1989. |
| Извор  |           |               |       |